# Josef Eichheim
Josef Eichheim, född 23 februari 1888 i München, Kejsardömet Tyskland, död 13 november 1945, var en tysk skådespelare. Eichheim medverkade under 1930-talet och 1940-talet frekvent i tysk film, särskilt i komediroller. Efter andra världskrigets slut togs han av oklara orsaker tillfånga av amerikanska trupper och avled några månader senare efter att ha insjuknat under fångenskapen.

## Filmografi, urval
- 1932 – Kiki
- 1933 – Vad hände i natt?
- 1933 – Fröken Hoffmans äventyr
- 1933 – Kärlekshotellet
- 1933 – Tunneln
- 1935 – Blonda Carmen
- 1935 – Kärlek och knockout
- 1935 – Storstädning
- 1943 – Johann